# توماس لوفجوي
توماس يوجين لوفجوي الثالث (22 أغسطس 1941-25 ديسمبر 2021)، عالم بيئة أمريكي شغل منصب رئيس مركز التنوع البيولوجي في حوض الأمازون، وكان زميلًا بارزًا في مؤسسة الأمم المتحدة، وأستاذًا جامعيًا في قسم العلوم والسياسات البيئية في جامعة جورج ماسون.
كان لوفجوي كبير مستشاري التنوع البيولوجي في البنك الدولي والمتخصص الرئيسي في شؤون البيئة لأمريكا اللاتينية ومنطقة البحر الكاريبي، إضافةً إلى كونه مستشارًا كبيرًا لرئيس مؤسسة الأمم المتحدة. نُصّب في عام 2008 أول رئيس للتنوع البيولوجي في مركز جون هاينز الثالث للعلوم والاقتصاد والبيئة، وبقي حتى عام 2013. سبق أن شغل منصب رئيس مركز هاينز منذ مايو 2002، وقد أدخل لوفجوي مصطلح التنوع البيولوجي إلى المجتمع العلمي في عام 1980. كان رئيسًا سابقًا للجنة الاستشارية العلمية والتقنية (ستاب) لصالح صندوق البيئة العالمي، والذي يُعد آلية تمويل بمليارات الدولارات للدول النامية لدعم التزاماتها بموجب الاتفاقيات البيئية الدولية.

## سيرة الحياة

### النشأة
ولد توماس يوجين لوفجوي الثالث في 22 أغسطس 1941 في مانهاتن في ولاية نيويورك، لوالديه جين (جيليت) وتوماس يوجين لوفجوي الابن. التحق بمدرسة ميلبروك، حيث عمل في حديقة حيوان تريفور تحت إشراف مؤسس الحديقة فرانك تريفور وزوجته جانيت. «كانت الأسابيع الثلاثة الأولى هي المفتاح، وهذا ما قلب موازين حياتي وعلم الأحياء. لم أكن مستعدًا للتأثير الفعلي لعالم تريفور عليّ في الفصل الدراسي، وكان الأمر في الواقع خلال أسابيعي الثلاثة الأولى، إذ قررت حينها أن أصبح عالمًا في الأحياء». تخرج لوفجوي من ميلبروك عام 1959.

### التعليم
التحق لوفجوي بجامعة ييل، وحصل على درجة البكالوريوس في علم الأحياء عام 1964 أثناء عمله كمساعد علم الحيوان في متحف ييل بيبودي للتاريخ الطبيعي. حصل أيضًا على درجة الدكتوراه في علم الأحياء من جامعة ييل.

### أعمال الحفظ
عمل لوفجوي في منطقة الأمازون في البرازيل بدءًا من عام 1965، بصفته عالمًا في الأحياء الاستوائية وعلم الحفظ الحيوي.
أدار برنامج الحفاظ على البيئة في الصندوق العالمي للحياة البرية في الولايات المتحدة بين عامي 1973 و1987، وشغل منصب السكرتير المساعد للشؤون البيئية والخارجية لمؤسسة سميثسونيان في واشنطن العاصمة بين عامي 1987 و1998، وفي عام 1994 أصبح مستشار وزير التنوع البيولوجي والشؤون البيئية. شغل منصب كبير مستشاري التنوع البيولوجي لرئيس البنك الدولي بين عامي 1999 و2002، وشغل أيضًا منصب رئيس المجموعة الاستشارية المستقلة المعنية بالاستدامة لبنك التنمية للبلدان الأمريكية. كان أحد كبار مستشاري رئيس مؤسسة الأمم المتحدة، ورئيس معهد ييل لدراسات المحيط الحيوي، والرئيس السابق للمعهد الأمريكي للعلوم البيولوجية، والرئيس السابق لبرنامج الإنسان والمحيط الحيوي في الولايات المتحدة، والرئيس السابق لجمعية علم الحفظ الحيوي.
طور لوفجوي تحويل الديون إلى مشاريع حماية البيئة، إذ اشترت المجموعات البيئية ديون أجنبية ضعيفة في السوق الثانوية بسعر السوق، والذي يُخصم منها بشكل كبير، ثم تُحول هذه الديون بقيمتها الاسمية إلى العملة المحلية لشراء مساحات حساسة بيولوجيًا من الأراضي في الدولة المدينة لأغراض حماية البيئة.
يدّعي المنتقدون لبرامج «الديون مقابل الطبيعة» مثل المركز الوطني لأبحاث السياسات العامة الذيْ يُعرف بتنوّعه الواسع في المواد المُروجة باستمرار لحرية الشركات وإلغاء القيود البيئية، أن هذه الخطط تحرم الدول النامية من استخراج الموارد الخام الضرورية حاليًا لإحراز تطور اقتصادي أكبر. يحذرون من أنّ ذلك قد يؤدي إلى ركود اقتصادي واستياء محلي تجاه «الإمبريالية الأمريكية». لا يمكن عمليًا مبادلة الديون بمشاريع البيئة دون موافقة الدولة المعنية.
دعم لوفجوي أيضًا إعلان فوريستس ناو، الذي يدعو إلى آليات سوقية جديدة لحماية الغابات الاستوائية.
لعب لوفجوي دورًا محوريًا في تأسيس علم الحفظ الحيوي، وذلك من خلال طرح فكرة المؤتمر الدولي الأول لبحوث علم الحفظ الحيوي عام 1978 بالتعاون مع بي إيه ويلكوكس، إذ عُقد هذا المؤتمر التاريخي في لا جولا في ولاية كاليفورنيا في سبتمبر من نفس العام. لعبت أعمال هذا المؤتمر دورًا في تقديم علم الحفظ الحيوي أمام المجتمع العلمي.
أسس لوفجوي مشروع الديناميات الحيوية للغابات المجزأة بالقرب من ماناوس في البرازيل في عام 1979، لفهم آثار تجزئة الغابات المطيرة الاستوائية على النظم البيئية والحياة البرية.
عمل لوفجوي في العديد من المجالس العلمية واللجان الاستشارية لحماية البيئة، وكان مؤلفًا للعديد من المقالات والكتب. لم يكن مؤسسًا لسلسلة البرامج التلفزيونية العامة نيتشر رغم الخلط الشائع، لكنه عمل كمستشار في الأيام الأولى للسلسلة. شغل أيضًا منصبًا رسميًا في إدارات ريغان وجورج بوش الأب وبيل كلينتون.
توقع لوفجوي في عام 1980 أن 10-20% من جميع الأنواع على الأرض ستكون قد انقرضت بحلول عام 2020.

## الجوائز والتكريمات
انتُخب لوفجوي في عام 1996 لعضوية الأكاديمية الأمريكية للفنون والعلوم، وانتُخب في عام 1999 لعضوية الجمعية الأمريكية للفلسفة.
حصل لوفجوي في عام 2001 على جائزة تايلر للإنجاز البيئي من جامعة كاليفورنيا الجنوبية، وحصل أيضًا في عام 2008 على جائزة مؤسسة بانكو بيلباو فيزكايا أرجنتاريا لرواد المعرفة لفئة علم البيئة وعلم الحفظ الحيوي (بالتعادل مع ويليام إف لورانس).
حصل لوفجوي في عام 2001 على جائزة اللوحة الذهبية من الأكاديمية الأمريكية للإنجاز والتي قدمها عضو مجلس الجوائز بيتر إتش رافين.
اكتشف رونالد زونيغا، وهو أحد المتخصصين في النحل والدبابير والنمل في المعهد الوطني للتنوع البيولوجي، نوعًا جديدًا من الدبابير يتطفل على يرقات الفراشات على المنحدر الغربي لسلسلة جبال تالامانكا في كوستاريكا. سمى المعهد هذا النوع بوليكيرتوس لوفجوي تكريمًا للوفجوي وإسهاماته في عالم التنوع الحيوي ودعم المعهد الوطني للتنوع البيولوجي.
حصل لوفجوي في 31 أكتوبر 2012 على جائزة الكوكب الأزرق لكونه «أول عالم يوضح أكاديميًا كيف يتسبب البشر في تجزئة الموائل ودفع التنوع البيولوجي نحو أزمة».
ظلّ لوفجوي عضوًا في مجلس إدارة فريق حفظ الأمازون منذ عام 2000، والذي يعمل بالشراكة مع الشعوب الأصلية في أمريكا الجنوبية الاستوائية للمحافظة على التنوع البيولوجي لغابات الأمازون المطيرة، إضافةً إلى ثقافة وأراضي سكانها الأصليين. شغل أيضًا منصب عضو مجلس إدارة جمعية حفظ الأمازون منذ عام 2009، والتي تتمثل مهمتها في الحفاظ على التنوع البيولوجي للأمازون. كان أيضًا عضوًا فخريًا في مجلس إدارة المنظمة الدولية للعمل في مجال السكان، وعضوًا في المجلس العلمي لمنظمة إنقاذ الأنواع (رُقيت إلى إنقاذ الطبيعة في عام 2019)، وهي منظمة حفظ سُلط عليها الضوء في مقالة بمجلة نيتشر تتحدث عن الإنجازات العلمية لتوماس لوفجوي.
اختير في عام 2016 من قبل وزارة الخارجية الأمريكية ليكون مبعوثًا علميًا للولايات المتحدة الأمريكية.
شارك لوفجوي في عام 2018 في تأسيس مركز التنوع البيولوجي في الأمازون، لدعم عمل مشروع الديناميات الحيوية للغابات المجزأة.
انتُخب في عام 2021 عضوًا في الأكاديمية الوطنية الأمريكية للعلوم.
توفي بسبب ورم خلايا الجزيرة في 25 ديسمبر 2021، في ماكلين في فيرجينيا، عن عمر يناهز 80 عامًا.